# Sympycnus obliquus
Sympycnus obliquus är en tvåvingeart som beskrevs av Octave Parent 1938. Sympycnus obliquus ingår i släktet Sympycnus och familjen styltflugor. Inga underarter finns listade i Catalogue of Life.